# Stenstrup (Svendborg)
Stenstrup is een plaats in de Deense regio Zuid-Denemarken, gemeente Svendborg. De plaats telt 1722 inwoners (2008).